# Красноусольские минеральные источники
Красноусольские минеральные источники — минеральные источники в долине реки Усолка в предгорьях западных склонов Южного Урала в 5 км от села Красноусольского Гафурийского района республики Башкортостан. По берегам реки расположено около 250 минеральных и пресных источников. Впадая в Усолку, они делают её частично солёной. Памятник природы.

## История

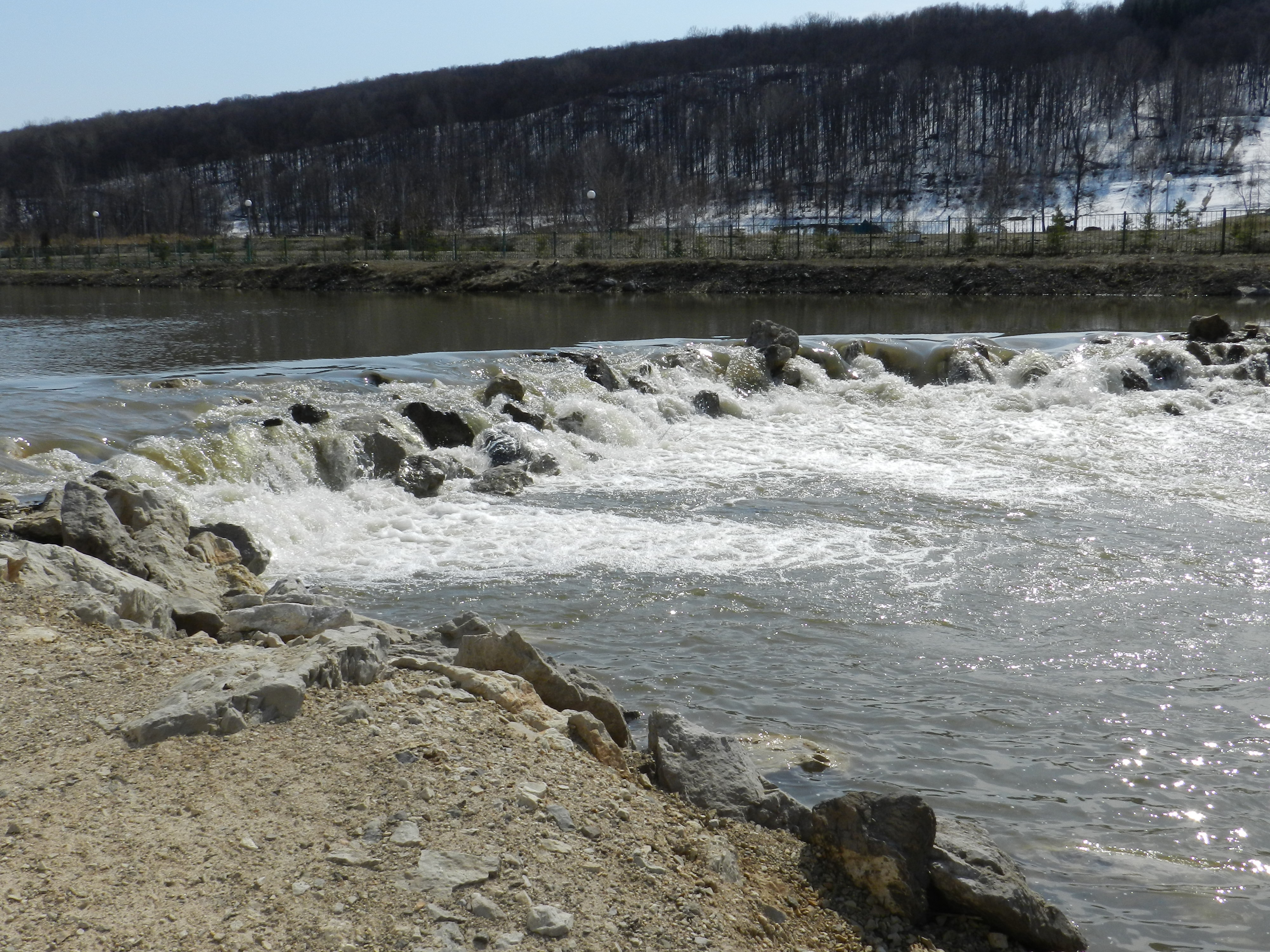
Искусственный порог на реке Усолке в курортном городке

Источники известны с XVII века, использовались для добычи поваренной соли. В 20-х годах XVII века упоминается Солеварный городок(острог) на реке Усолке, позже получивший название Табынского.
В 1770 году Усольские соляные ключи посетил И. И. Лепёхин.
В 1924 году Народный Комиссариат здравоохранения Башкирской АССР направил на Красноусольские источники врача Петра Степановича Зотова, двух медсестёр и повара. Рядом с источниками были построены деревянные дома для приезжающих больных. Образовался курорт «Красноусольск».
После Великой Отечественной войны курорт использовался для лечения инвалидов войны. Рядом был построен детский санаторий.
В 90-х годах XX века был организован розлив воды Горький Ключ, как питьевой.

## Структура источников
Красноусольские минеральные источники относятся к восходящим источникам воды.
Красноусольские источники, которых насчитывается около 250, разделяются на 3 группы.
- Источники 1-й группы исходят их берегов реки Усолка, сложенных известняками карбона;
- Источники 2-й группы — из левого склона долины реки, сложенных породами четвертичной системы;
- Источники 3-й группы — расположены на правом берегу реки, сложенном гипсами кунгурского яруса.

Воды источников 1 и 2 групп поднимаются по тектоническим трещинам с глубины 500—600 метров, не смешиваясь.

## Характеристики
Вода в источниках 1-й и 2-й групп высокоминерализованная, с минерализацией до 77,5 г/л. В источнике № 11 — среднеминерализованная (7,6—13,5 г/л). В источнике Горький Ключ — маломинерализованная (2,2 г/л).
В воде – радий, стронций, цинк, барий и др. Источники содержат другие компоненты, обладающие лечебными свойствами (радон, сероводород и др.).